# 北美加州鰩
北美加州鰩（學名：Caliraja inornata），又稱北美鰩，為軟骨魚綱鰩目鰩科加州鰩屬的一種，分布於東太平洋加拿大和美國的胡安德富卡海峽至墨西哥下加利福尼亞州中部海域，深度13至1600公尺，體長可達76公分，常見於離岸水域約15公尺處以及淺海灣, 有時在深水中，吃小型底棲無脊椎動物，多毛類蠕蟲與蝦，卵生，卵囊為長方形並有堅硬角狀突起，幼魚會跟隨較大的個體，生活習性不明。